# Atethmia
Atethmia é um gênero de traça pertencente à família Arctiidae.